# Бобровицкий жилой массив
Бобровицкий жилой массив (укр. Бобровицький житловий масив) — крупнейший жилой массив города и исторически сложившаяся местность (район) Чернигова, расположена на территории Деснянского административного района. Местное название район Рокоссовского — Пухова.

## История
Новый район был построен на восточной окраине города для работников близлежащего предприятия машиностроительной промышленности «Черниговский завод радиоприборов». Название района связано с расположенным поблизости селом (ныне часть города) Бобровица. В 1967 году была проложена первая улица Рокоссовского.
Изначально новый жилмассив застраивался 5-этажными панельными домами в 1960-1970-е годы — улицы Рокоссовского (непарная сторона начала улицы), Одинцова, Доценко, Космонавтов. В 1980-е годы — 9-этажными кирпичными и панельными домами, например парная сторона начала улицы Рокоссовского. Улица Одинцова была застроена только 9-этажными панельными домами и объектами социальной инфраструктуры (школы №№ 27 и 30). В период 1982—1988 года по улице Рокоссовского были возведены 14-этажные дома (№№ 16А, 18А, 20А, 22А, 28), объекты социальной инфраструктуры (магазины «Северский», «Турист», «Электрон», отделение связи, детсады, 1985 год — кинотеатр «Победа»). В 1978 году была построена школа № 29 (Доценко, 9).
Перекрёсток улиц Генерала Пухова (парная сторона) и Генерала Белова (непарная сторона) застраивался в начале 1990-х годов 9-этажными панельными 2-4-секционными домами серии АППС ЧН-94. В 1994 году сдан в эксплуатацию 14-этажный дом (Генерала Белова, 25).
В начале 21 века была ликвидирована парная сторона усадебной застройки Седневской улицы и соответственно была продлена парная сторона улицы Рокоссовского до улицы 1 Мая. В 2000-2010-е годы на площади Героев Сталинграда был возведён Храм всех святых Черниговских по проекту архитектора В. М. Устинов.
В 2022 году к новому проспекту Левка Лукьяненко (улица Рокоссовского) была присоединена Седневская улица, в 2024 году — улица 77 Гвардейской дивизии.

## Территория
Бобровицкий жилой массив расположен в северо-восточной части Чернигова. Состоит из 7 микрорайонов. Застройка жилмассива представлена многоэтажными жилыми домами (преимущественно 5-9-этажные) и объектами социальной инфраструктуры (например, школы, детсады). 
Жилмассив ограничивают улицы Кольцевая, Рокоссовского, 1-го Мая и Шевченко. На юго-востоке массив расположен также южнее улицы Рокоссовского, где южная граница — улицы Тракторная, Молодёжная и Образования; северная часть незначительно выходит за границу улицы Пухова. На западе примыкает региональный ландшафтный парк Яловщина, северо-западе — Александровка, севере — поля, северо-востоке — Бобровица, юго-востоке — Черниговский политехнический университет, юге — усадебная застройка (между улицами 1-го Мая и Шевченко).
Между жилмассивом и бывшим селом Бобровица расположены предприятия «Черниговский завод радиоприборов» (улица Защитников Украины, 25) и «Промсервис» (улица Шевченко, 20); на улице Пухова — «Пожтехника», улице 1-го Мая — коммунальные предприятия «АТП-2528» и «Зеленстрой».
|                                                        |                                                                                               |                                                                               |                                                             |
| студенческий клуб «Победа» — бывший кинотеатр «Победа» | проспект Левка Лукьяненко: справа Храм всех святых Черниговских, справа вдали 14-этажные дома | слева 9-этажная, справа 5-этажная застройка начала проспекта Левка Лукьяненко | слева застройка 1990-х годов конца улицы 1 Танковой бригады |

### Улицы
Основная улица — проспект Левка Лукьяненко (улица Рокоссовского). Другие улицы: проспект Михаила Грушевского (улица 1 Мая), Всехсвятская (до 2016 года — Пятидесяти лет СССР), 1 Танковой бригады (Генерала Белова), Владимира Коваленко (Генерала Пухова), Соборности (Доценко), Защитников Украины (до 2016 года — Одинцова), Космонавтов, проспект Победы. 
В 2022 году к новому проспекту Левка Лукьяненко (улица Рокоссовского) была присоединена Седневская улица, в 2024 году — улица 77 Гвардейской дивизии.

## Социальная сфера
Есть школы (№ 7, 12, 22, 25, 27, 29, 30, 31, 36), детские сады (№ 43, 45, 65, 69, 70, 73, 77), городская школа искусств, центр развития детей, высшее профессиональное училище #15, колледж транспорта и компьютерных технологий. Есть магазины, рынок «Нива» и «Хит-Рынок», отделение связи (№)
На улице 1-го Мая расположены 2-я и 3-я городская больница, роддом, улице Защитников Украины — поликлиничное отделение горбольницы #3, улице Рокоссовского — городская детская поликлиника #2.

## Транспорт
Контактная сеть троллейбусных маршрутов проходит по проспектам Левка Лукьяненко и Михаила Грушевского (частично), улицам 1 Танковой бригады (Генерала Белова), Соборности (Доценко), Шевченко. Маршруты городского общественного транспорта связывают жилмассив с историческим центром (Детинец и Лесковица) и ж/д вокзалом, предприятиями «Автозавод», «Химволокно» и «Сиверянка», районами Александровка, Бобровица, Заречный (в том числе с сёлами Киенка и Трисвятская Слобода), жилмассивом Масаны, селом Новосёловка.
Маршруты городского общественного транспорта:
- Троллейбус: 1, 7, 8, 9, 10, 11
- Автобус: 21, 24, 24А, 27, 28, 31, 33